# 제임스 듀크 메이슨
제임스 듀크 메이슨(James Duke Mason, 1992년 4월 27일 ~ )은 미국의 배우이다.